# Antonio Nuzzi
Antonio Nuzzi (Bojano, 3 agosto 1926 – Bojano, 9 settembre 2016) è stato un arcivescovo cattolico italiano.

## Biografia
Nacque a Bojano, allora sede vescovile in provincia di Campobasso, il 3 agosto 1926.

### Formazione e ministero sacerdotale
Nel febbraio 1945 iniziò gli studi in preparazione al sacerdozio presso il Pontificio Seminario Regionale "Pio XI" di Benevento.
Il 7 agosto 1949 fu ordinato presbitero, nella cattedrale di San Bartolomeo a Bojano, da Alberto Carinci, vescovo di Boiano-Campobasso.
Il 21 gennaio 1950 iniziò il suo ministero nella parrocchia di San Giovanni Battista a Civita Superiore, mentre nel 1964 ricevette la nomina a parroco dei Santi Erasmo e Martino a Bojano. Il 1º settembre 1977 fu nominato vicario generale dell'arcidiocesi di Boiano-Campobasso dall'arcivescovo Enzio d'Antonio. Il 20 gennaio 1979 divenne amministratore apostolico sede plena dell'arcidiocesi e, il 24 giugno seguente, sede vacante.

### Ministero episcopale
Il 21 febbraio 1981 papa Giovanni Paolo II lo nominò arcivescovo di Conza e vescovo di Sant'Angelo dei Lombardi e Bisaccia, nonché vescovo di Nusco; succedette a Mario Miglietta, contestualmente trasferito alla diocesi di Ugento-Santa Maria di Leuca. Il 15 marzo successivo ricevette l'ordinazione episcopale, in piazza Roma a Bojano, dal cardinale Sebastiano Baggio, prefetto della Congregazione per i vescovi, co-consacranti l'arcivescovo metropolita di Boiano-Campobasso Pietro Santoro e il vescovo di Lucera e di San Severo Angelo Criscito.
Il 12 aprile, domenica delle palme, durante una celebrazione eucaristica nel cimitero di Sant'Angelo dei Lombardi, prese possesso delle diocesi irpine, colpite pochi mesi prima dal terremoto. Durante il suo episcopato visse dapprima in una roulotte, poi in un container, infine in un prefabbricato, assistendo la popolazione nelle prime fasi della ricostruzione.
Il 30 settembre 1986, a seguito del decreto Instantibus votis che stabiliva la piena unione delle sedi affidategli, divenne primo arcivescovo di Sant'Angelo dei Lombardi-Conza-Nusco-Bisaccia.
Il 31 dicembre 1988 lo stesso Giovanni Paolo II lo nominò vescovo di Teramo-Atri, con il titolo ad personam di arcivescovo; succedette ad Abele Conigli, dimessosi per raggiunti limiti di età. Il 4 marzo 1989 prese possesso della diocesi, a Teramo, mentre l'11 marzo fece il suo ingresso ad Atri.
Il 26 gennaio 1990 fu ricevuto in udienza dal presidente della Repubblica Italiana Francesco Cossiga.
Il 2 luglio 1994 inaugurò il rinnovato museo capitolare di Atri.
Il 24 agosto 2002 papa Giovanni Paolo II accolse la sua rinuncia, presentata per raggiunti limiti di età, al governo pastorale della diocesi di Teramo-Atri; gli succedette Vincenzo D'Addario, fino ad allora arcivescovo di Manfredonia-Vieste.
Da vescovo emerito si ritirò nella casa di riposo "Sacri Cuori di Gesù e Maria" a Bojano, da lui fondata nel 1951, dove morì il 9 settembre 2016, all'età di 90 anni. Le esequie furono celebrate dall'arcivescovo metropolita di Campobasso-Boiano Giancarlo Maria Bregantini il 10 settembre, nella concattedrale di Bojano.

## Genealogia episcopale
La genealogia episcopale è:
- Cardinale Scipione Rebiba
- Cardinale Giulio Antonio Santori
- Cardinale Girolamo Bernerio, O.P.
- Arcivescovo Galeazzo Sanvitale
- Cardinale Ludovico Ludovisi
- Cardinale Luigi Caetani
- Cardinale Ulderico Carpegna
- Cardinale Paluzzo Paluzzi Altieri degli Albertoni
- Papa Benedetto XIII
- Papa Benedetto XIV
- Cardinale Enrico Enriquez
- Arcivescovo Manuel Quintano Bonifaz
- Cardinale Buenaventura Córdoba Espinosa de la Cerda
- Cardinale Giuseppe Maria Doria Pamphilj
- Papa Pio VIII
- Papa Pio IX
- Cardinale Alessandro Franchi
- Cardinale Giovanni Simeoni
- Cardinale Antonio Agliardi
- Cardinale Basilio Pompilj
- Cardinale Adeodato Piazza, O.C.D.
- Cardinale Sebastiano Baggio
- Arcivescovo Antonio Nuzzi